# Panachikkad
Panachikkad es una ciudad censal situada en el distrito de Kottayam en el estado de Kerala (India). Su población es de 43595 habitantes (2011). Se encuentra a 7 km de Kottayam y a 79 km de Cochin.

## Demografía
Según el censo de 2011 la población de Panachikkad era de 43595 habitantes, de los cuales 21370 eran hombres y 22225 eran mujeres. Panachikkad tiene una tasa media de alfabetización del 97,79%, superior a la media estatal del 94%: la alfabetización masculina es del 98,32%, y la alfabetización femenina del 97,28%.